# Николаев, Иван Николаевич (георгиевский кавалер)
Николаев Иван Николаевич (ок. 1880, Избеби, Цивильский уезд — 16 июля 1916) — подпрапорщик, полный Георгиевский кавалер.

## Биография
Родился в деревне Избеби Цивильского уезда Казанской губернии (ныне — в Урмарском районе Чувашии).

Воевал в Русско-японскую войну 1904—1905 годов в составе Маньчжурской армии. После демобилизации работал на Урмарской фабрике гнутой и столярной мебели (принадлежавшей купцу Николаю Петровичу Курбатову). 

В Первую мировую войну Иван Николаев служил разведчиком 11-й роты 308-го пехотного Чебоксарского полка. Осенью 1915 года за доставление точных сведений о противнике переведён из рядовых в унтер-офицеры.
15 июля 1916 смертельно ранен в бою под с. Заречье (Волынское Полесье).

## Награды
- За боевые подвиги в Русско-японской войне награждён знаком отличия военного ордена (нагрудный знак к ордену Святого Георгия) 4-й степени.
- Георгиевские кресты 3-й, 2-й и 1-й степеней.

## Ссылка
- Гусаров Ю. В. Николаев Иван Николаевич // Электронная Чувашская энциклопедия = Чувашская энциклопедия : в 4 т. / Гл. ред. В. С. Григорьев. — Чебоксары : Чувашское книжн. изд-во, 2009. — Т. 3: М—Се. — 683 с. — ISBN 978-5-7670-1719-5. // Чувашский государственный институт гуманитарных наук.